# Kandija (Bugojno, BiH)
Kandija je naseljeno mjesto u općini Bugojno, Federacija Bosne i Hercegovine, BiH.

## Povijest
Kandija je stradala u bošnjačko-hrvatskom sukobu. Nakon bitke za Bugojno, manji broj hrvatski civila je ostao. Pripadnici Armije BiH u potpunosti su uništili selo. U Kandiji su muslimansko-bošnjački ekstremisti uhvatili jednu ovcu i ispred crkve obukli je u misnicu. Crkva je potpuno devastirana, u crkvi je ložena vatra, s nje je opljačkan bakreni krov. Župni stan u Kandiji je spaljen desetak dana nakon sukoba HVO-a i Armije BiH, a u župnoj kući je bilo registriranih 8000 knjiga hrvatske i svjetske literature, čime se zanimao župnik don Miodrag Mišura.
U kolovozu i rujnu 1993. postrojbe Armije BIH u Kandiji su ubile troje Hrvata. To su: Marija (Ivo) Čokljat (r. 1929.), Ivka (Ivo) Konta (r. 1928.) i Dragija (Ikan) Svalina (r. 1927.).

## Stanovništvo

### Popisi 1971. – 1991.
| Kandija            |               |               |               |
| godina popisa      | 1991.         | 1981.         | 1971.         |
| Hrvati             | 659 (97,77 %) | 606 (98,53 %) | 481 (92,50 %) |
| Srbi               | 7 (1,03 %)    | 5 (0,81 %)    | 1 (0,19 %)    |
| Muslimani          | 1 (0,14 %)    | 1 (0,16 %)    | 37 (7,11 %)   |
| Jugoslaveni        | 0             | 1 (0,16 %)    | 0             |
| ostali i nepoznato | 7 (1,03 %)    | 2 (0,32 %)    | 1 (0,19 %)    |
| ukupno             | 674           | 615           | 520           |

### Popis 2013.
| Kandija            |               |
| godina popisa      | 2013.         |
| Hrvati             | 323 (99,69 %) |
| Bošnjaci           | 0             |
| Srbi               | 0             |
| ostali i nepoznato | 1 (0,31 %)    |
| ukupno             | 324           |

## Kultura
- HKD Kandija, kulturna udruga

## Poznate osobe
- Luka Sučić, hrvatski nogometaš
- Petar Sučić, hrvatski nogometaš
- Mirko Zelić, hrvatski akademik